# Angels & Devils
Angels & Devils is het vierde studioalbum van Fuel, uitgebracht op 7 augustus 2007. Het vorige album van Fuel dateerde alweer uit 2003, en dit album is het eerste album met de nieuwe leadzanger Toryn Green. Voormalig Godsmack drummer Tommy Stewart zou de nieuwe drummer van de band worden maar kon vanwege verplichtingen niet naar de opnames voor dit album komen waardoor Josh Freese en Tommy Lee de drumpartijen voor dit album voor hun rekening hebben genomen.
Van dit album zijn de nummers Wasted Time en Gone als single uitgebracht. Op 10 augustus 2007 speelde de band dit nummer live in de talkshow van Jay Leno.

## Tracklist
Alle nummers op het album zijn geschreven door Carl Bell, tenzij anders aangegeven.
1. "Gone" - 3:55
2. "I Should Have Told You" (Bell, Frederiksen)- 3:52
3. "Forever" - 3:42
4. "Wasted Time (G-Mix)" - 4:07
5. "Leave the Memories Alone" - 3:57
6. "Mess" - 0:13
7. "Not This Time" - 3:32
8. "Scars in the Making" (Bell, Wallen)- 3:25
9. "Hangin' Round" - 3:48
10. "Again" - 3:57
11. "Halos of the Son" (Toryn Green, Jeff Abercrombie, Ryan Giles)- 3:29
12. "Angels Take a Soul" - 3:47
13. "Wasted Time (S-Mix)" - 4:16

### iTunes Bonustracks
1. "Shimmer" - 3:23
2. "Hemorrhage (In My Hands)" - 3:56
3. "Falls on Me" - 4:11
4. "Forever" - 3:43